# الفرقة المحمولة جوا لجمهورية فيتنام

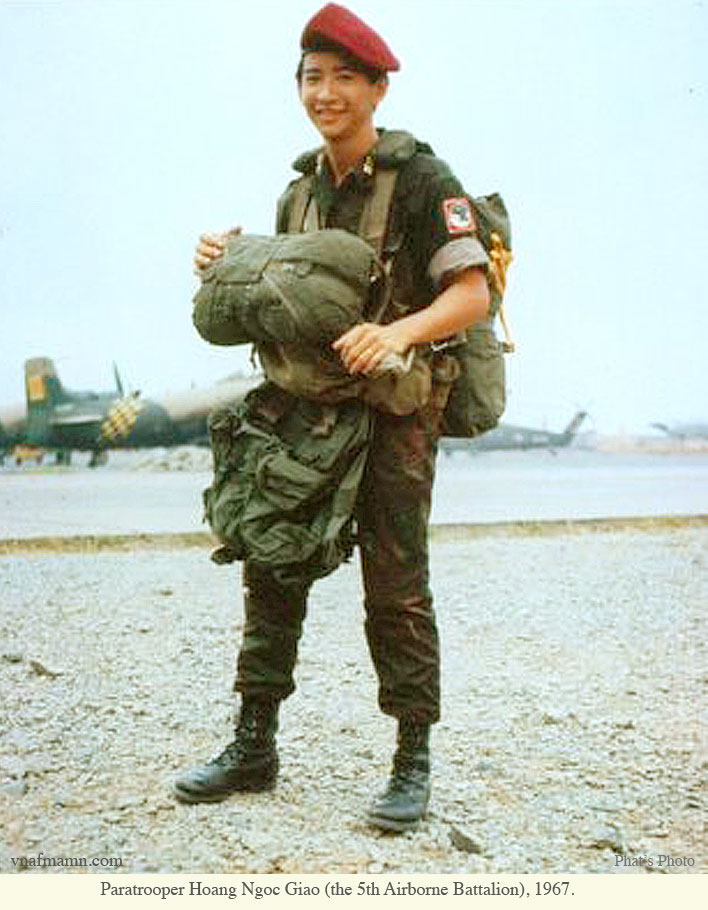
المظلي من الكتيبة الخامسة المحمولة جوا 1967.

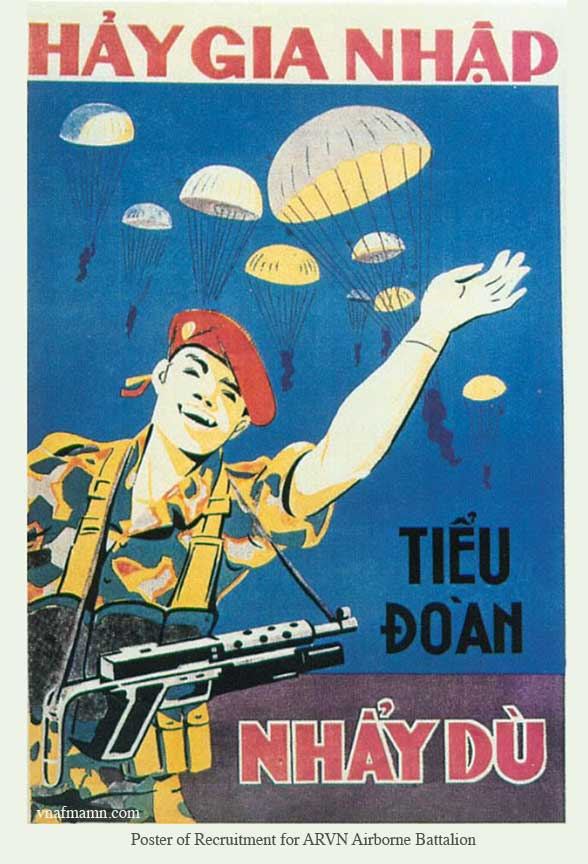
ملصق تجنيد للقوات المحمولة جواً في جمهورية فيتنام.

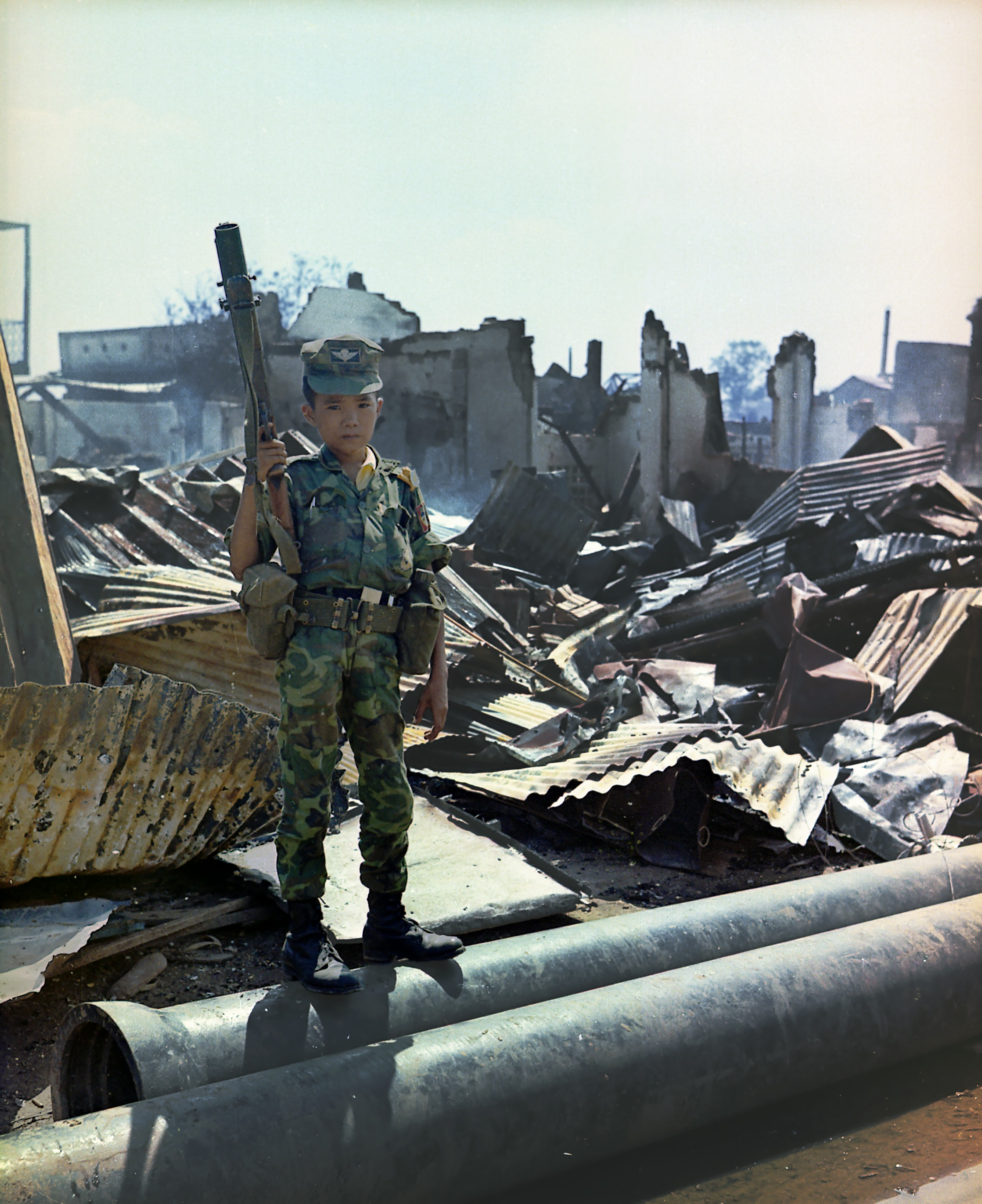
جندي طفل يبلغ من العمر 12 عامًا من فرقة المحمولة جواً يحمل قاذفة قنابل يدوية من طراز M79.

الفرقة المحمولة جواً الفيتنامية أو VNAD ،كانت أحد أقدم مكونات القوات العسكرية لجمهورية فيتنام. بدأت فرقة المظليين الفيتنامية كـسرية في عام 1948، قبل التوصل إلى أي اتفاق بشأن القوات المسلحة في فيتنام. بعد تقسيم فيتنام، أصبحت جزءًا من جيش جمهورية فيتنام. كان لهذه الفرقة أصولها المميزة في كتائب المظليين المدربين على يد الفرنسيين، حيث شاركت الكتائب السابقة في معارك كبرى بما في ذلك معركة ديان بيان فو واحتفظت بزيها الرسمي المميز وشعاراتها.  مع تشكيل الجمهورية الجديدة في الجنوب، حُلت قوات المظلات الاستعمارية، مع الاحتفاظ بالشعارات والجماليات إلى جانب لقب "باووان".
غالبًا ما كان يُنظر إلى الفرقة المحمولة جوًا، إلى جانب قوات الصعاعقة الفيتنامية وفرقة مشاة البحرية الفيتنامية ، على أنها من بين أكثر الوحدات فعالية، حيث أشار المستشار الجوي السابق الجنرال باري ماكافري إلى أن «أولئك منا الذين حظوا بامتياز الخدمة معهم كانوا مذهولين بشجاعتهم وعدوانيتهم التكتيكية. كان كبار الضباط وضباط الصف مؤهلين للغاية ومتمرسين في المعارك».  حصلت ثماني كتائب من تسع كتائب على وسام الوحدة الرئاسية الأمريكية (الولايات المتحدة)  وقد حصل المظليون جوًا على ثماني منها بين عامي 1967 و1968 والتي شملت فترة هجوم تيت.  وغالبًا ما كان القادة المحمولون جوًا يتمتعون بتقييمات عالية.